# Nowa Białka
Nowa Białka (przed 1945 niem. Neu Weissbach) – wieś w Polsce położona w województwie dolnośląskim, w powiecie kamiennogórskim, w gminie Kamienna Góra, nad potokiem Białka w masywie Wzgórz Bramy Lubawskiej.
W latach 1975–1998 miejscowość należała administracyjnie do województwa jeleniogórskiego.

## Demografia
Najmniejsza osada w gminie. Na koniec listopada 2014 zamieszkana była przez 3 osoby.